# Фреццолини, Эрминия
Эрми́ния Фреццоли́ни (итал. Erminia Frezzolini; 27 марта 1818, Орвието, Папская область, ныне Умбрия, Италия — 5 ноября 1884, Париж, Франция) — итальянская певица эпохи романтизма (сопрано). Дочь певца Джузеппе Фреццолини. 

## Биография
Училась у Мануэля Гарсиа и Николы Таккинарди. Дебютировав на флорентийской сцене в 1838 году, выступала на многих оперных сценах Италии и Европы. В частности, в 1842—1850 годах пела в Лондоне. Выступала и в Петербурге, и в Новом Свете. Блистала в операх Беллини, Доницетти и Меркаданте. 
На пике карьеры, в первой половине 1840-х, Фреццолини исполнила главные партии на премьерных представлениях нескольких опер Верди. Считалась невестой композитора Николаи, который порвал с ней в 1841 году, посчитав, что она нарочно опозорила его дурным пением на премьере его оперы «Ссыльный». В том же году Фреццолини вышла замуж за певца Антонио Поджи; их брак продлился три года.
С 1864 года её карьера стала клониться к закату, в 1868 году ушла со сцены. В честь неё названа одна из улиц Рима.

## Партии
- «Жанна д’Арк» Джузеппе Верди — Жанна д’Арк (первая исполнительница)
- «Ломбардцы в первом крестовом походе» Джузеппе Верди — Джизельда (первая исполнительница)
- «Риголетто» Джузеппе Верди — Джильда
- «Беатриче ди Тенда» Винченцо Беллини — Беатриче ди Тенда
- «Капулетти и Монтекки» Винченцо Беллини — Джульетта
- «Пуритане» Винченцо Беллини — Эльвира
- «Сомнамбула» Винченцо Беллини — Амина
- «Лючия ди Ламмермур» Гаэтано Доницетти — Лючия
- «Дон Жуан» Вольфганга Амадея Моцарта — Донна Анна